# Нехуцаванк
Нехуцаванк или монастырь Негуц (арм. Նեղուցի վանք), также известный как Нехуцкий монастырь Нашей Богородицы или Церковь Святой Богородицы в Арзакане (арм. Արզականի Սուրբ Աստվածածին եկեղեցի)  — армянский монастырь X—XI веков, расположенный в районе села Арзакан Котайкской области Армении.

## Описание
Монастырь расположен на склоне холма близ села Арзакан, примерно в 2 км к северо-западу от центра села. Неподалёку находятся руины церквей Гуки Ванк (XIII век), Сурб Аствацацин (1207 год) и Сурб Геворг (XIII век). Согласно разным источникам, монастырь был основан в X или XI веках, однако за исключением того, что здесь постились аскеты, никакой иной информации в летописях почти не встречается.
Монастырский комплекс Негуц состоит из церкви Сурб Аствацацин (Святой Богородицы), к которой примыкает довольно большой притвор. Недалеко находятся кладбище и небольшая часовня. Церковь имеет купольный вид, в углах установлены молельни (купол и южная стена разрушены), восточная сторона отделана треугольными армянскими нишами. На стенах притвора сохранились надписи XIII века. Основание притвора имеет прямоугольный вид с четырьмя свободно стоящими колоннами. Центральная часть покрытия кончается куполом с шестью переплетающимися между собой арками. Притвор имеет два входа, главным из которых является южный. На кладбище вблизи монастыря установлены хачкары.
В настоящее время монастырский комплекс Негуц относится к памятникам республиканского значения Армении и включён в государственный список недвижимых памятников истории и культуры Котайкской области. В 2011 году монастырский комплекс изучали с точки зрения сохранности в рамках программы мониторинга технического состояния памятников. В 2013 году было объявлено, что в случае выделения соответствующих средств начнётся реставрация монастыря.

## Галерея

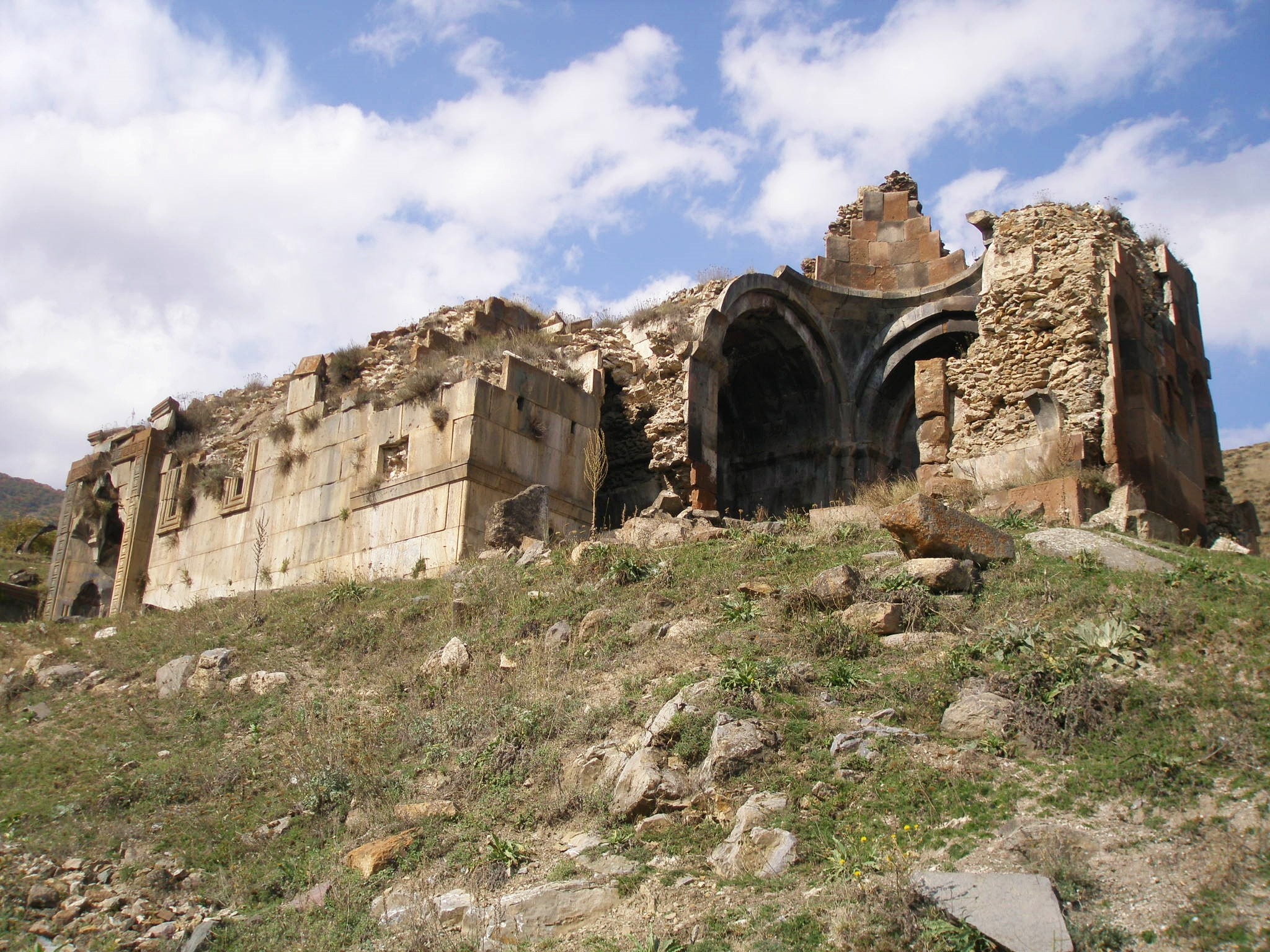
Вид на монастырь с юго-востока
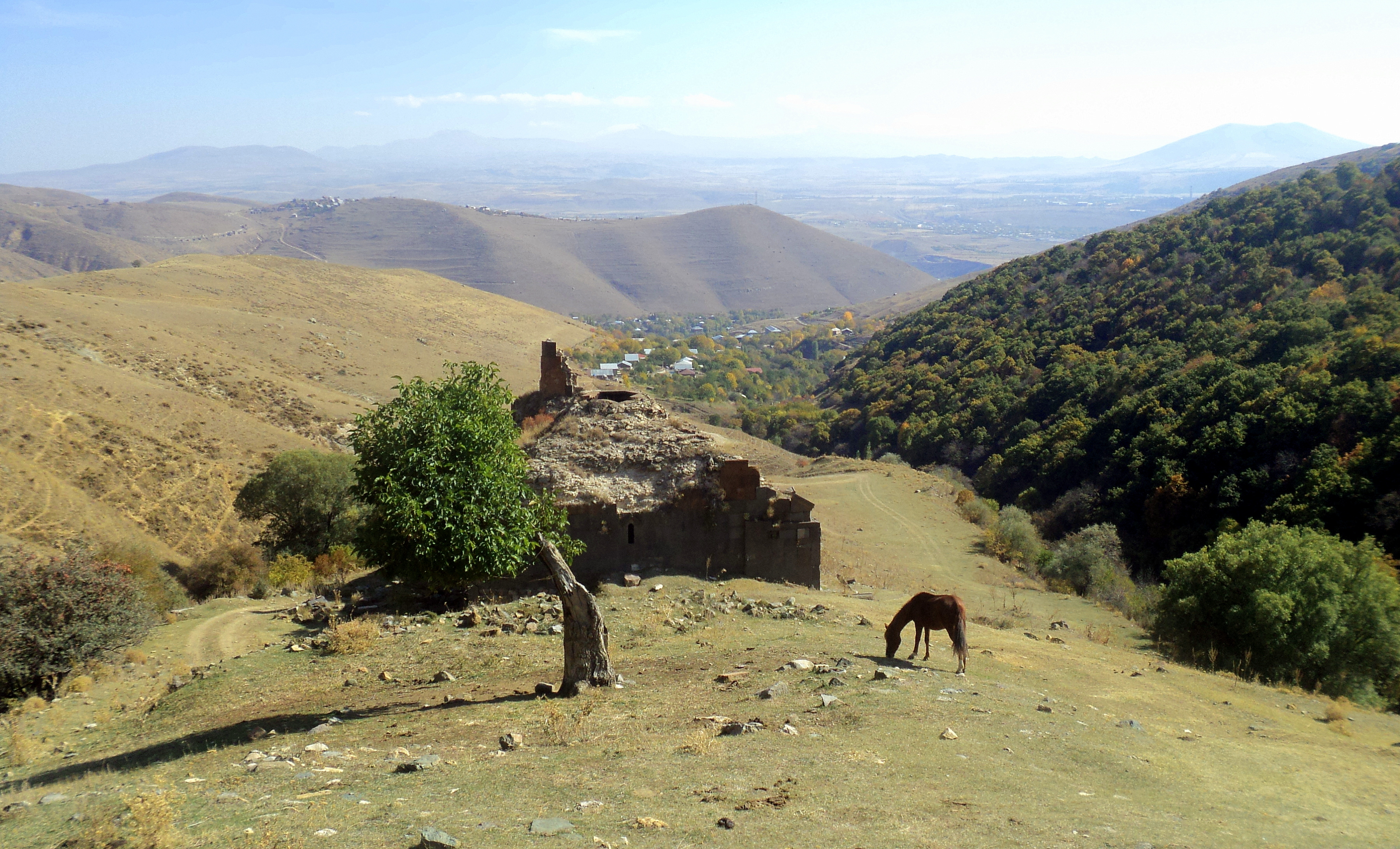
Общий вид на Нехуцаванк и на Арзакан
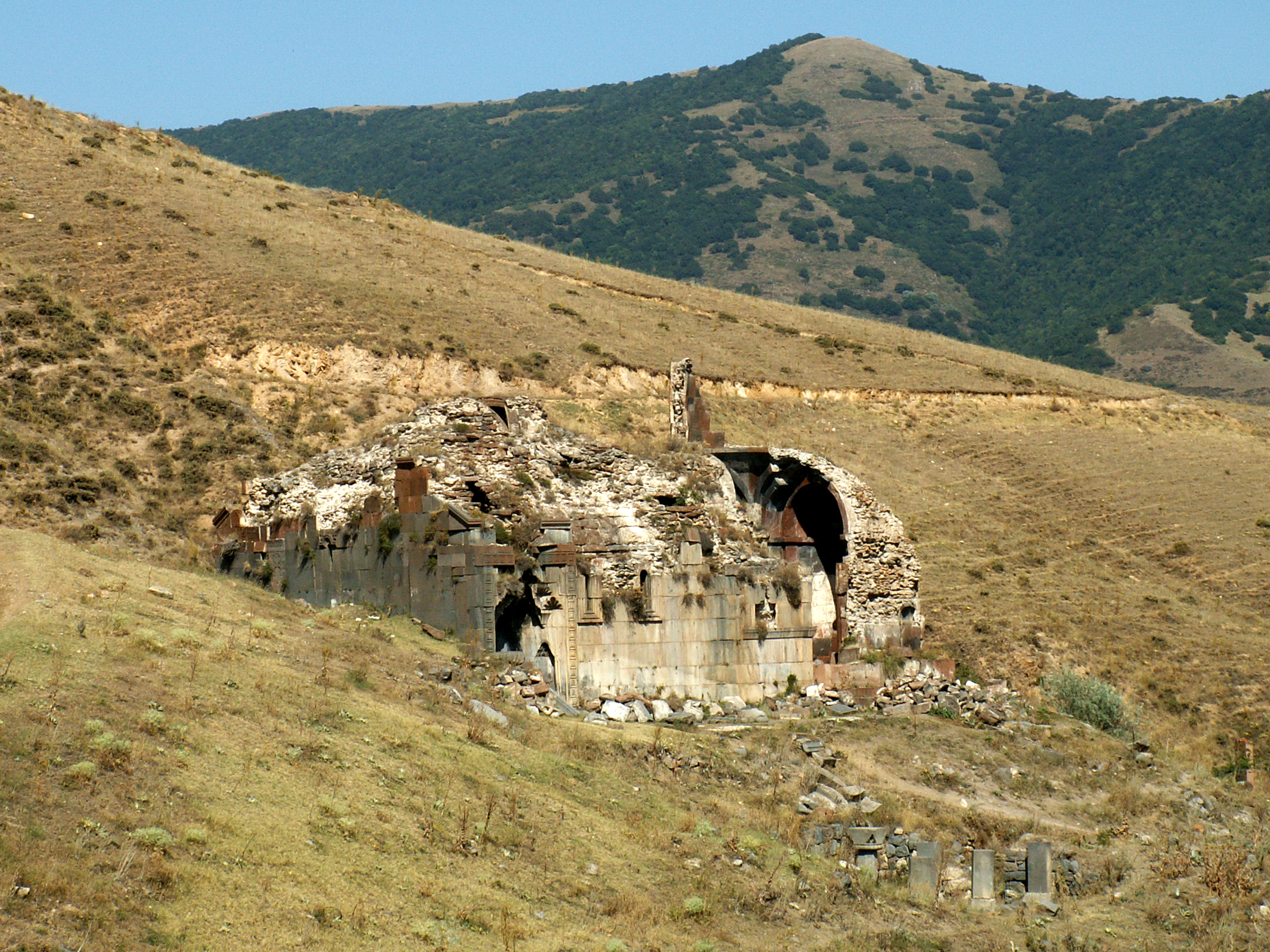
Вид на монастырь
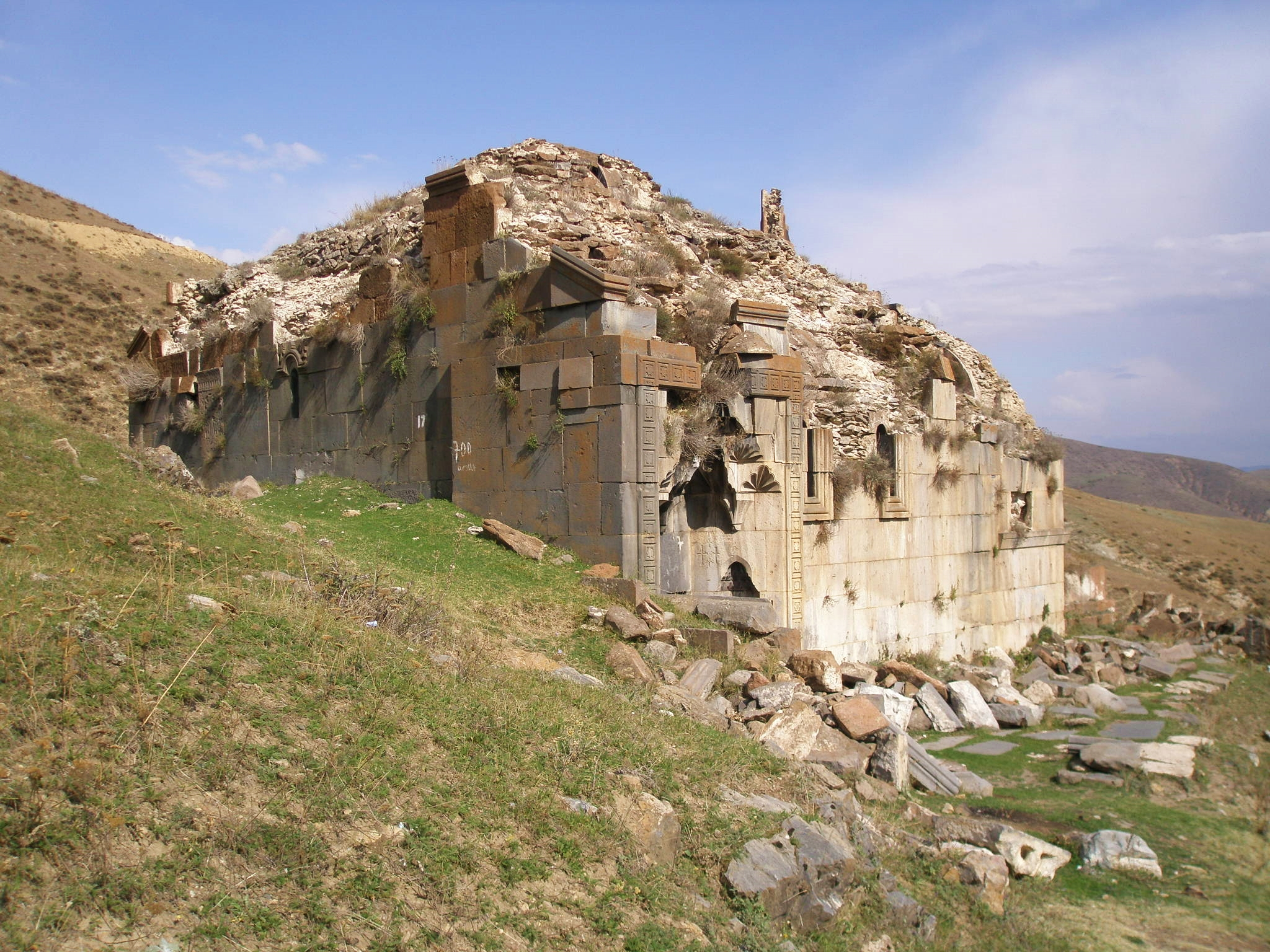
Вид на монастырь с юго-запада
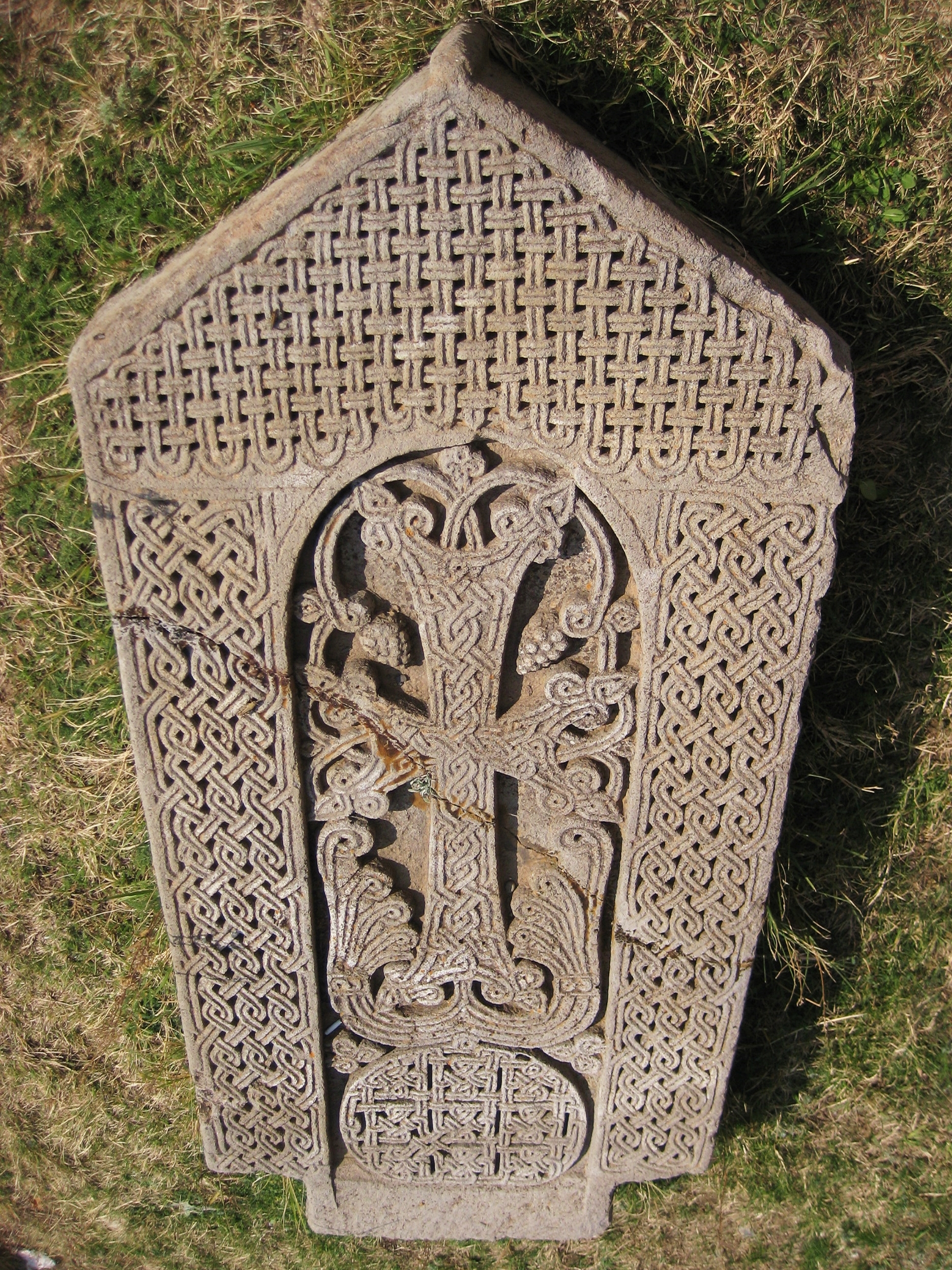
Хачкар на кладбище у церкви Богородицы
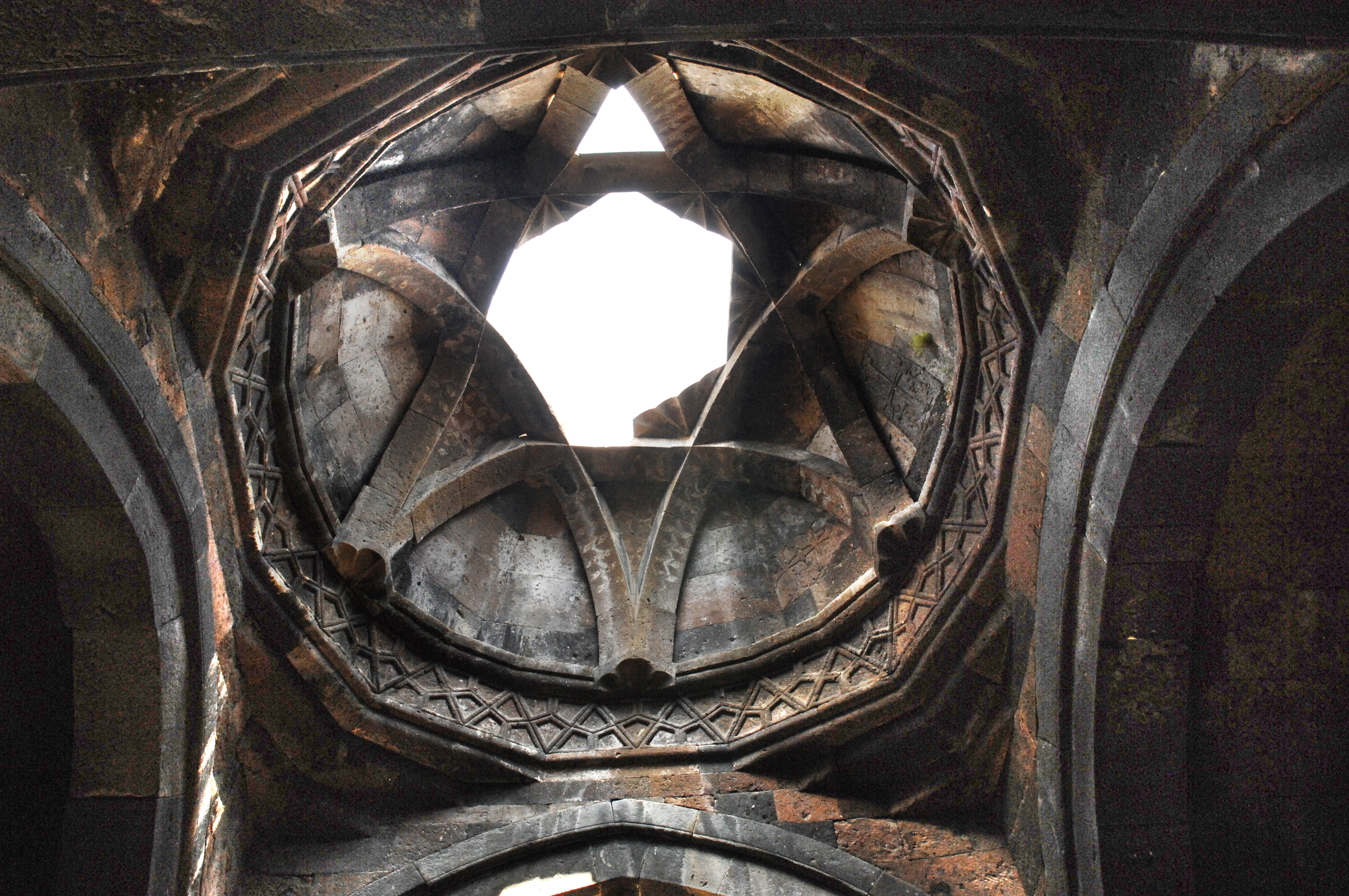
Купол собора
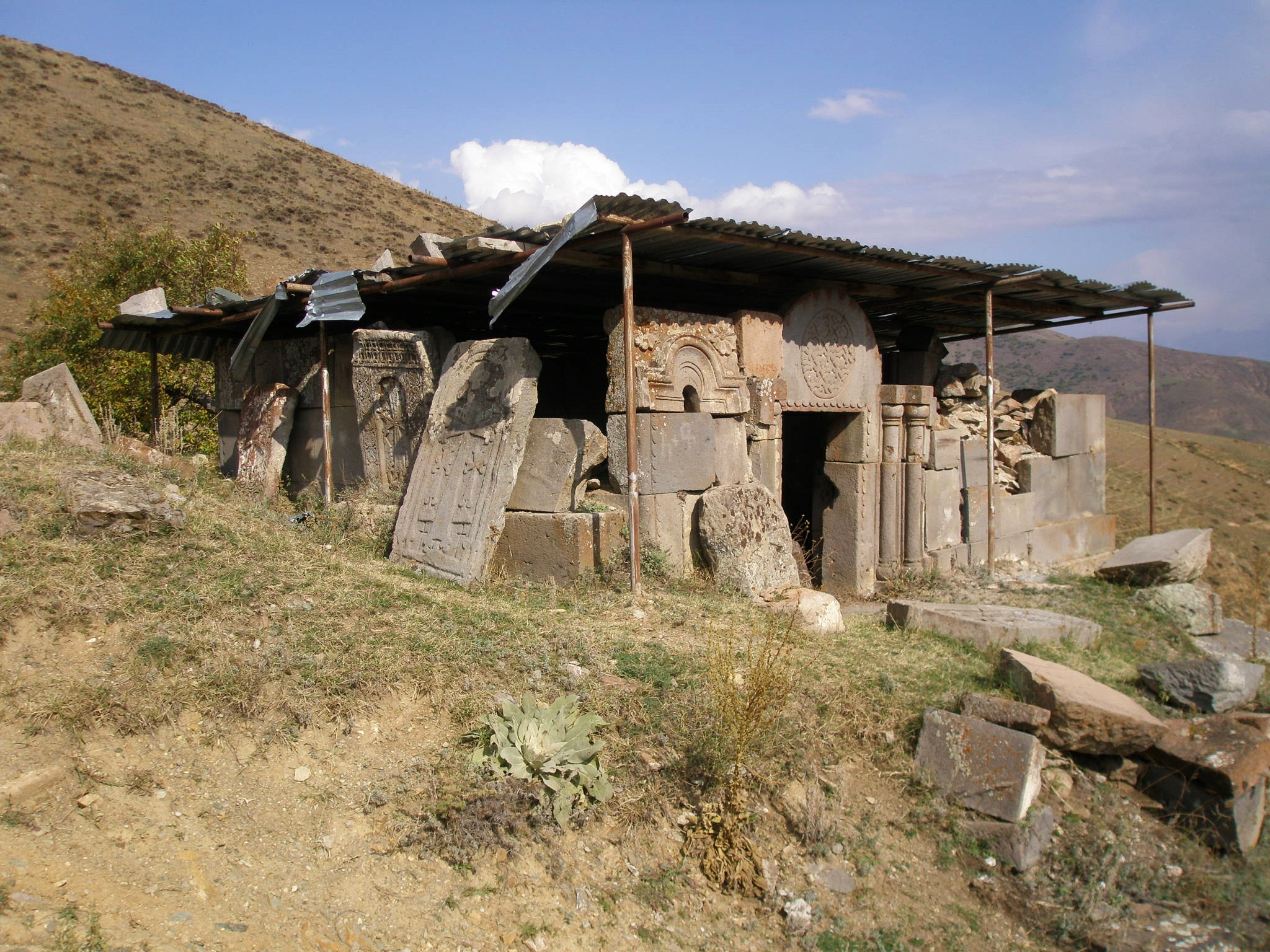
Вид на часовню с юго-запада
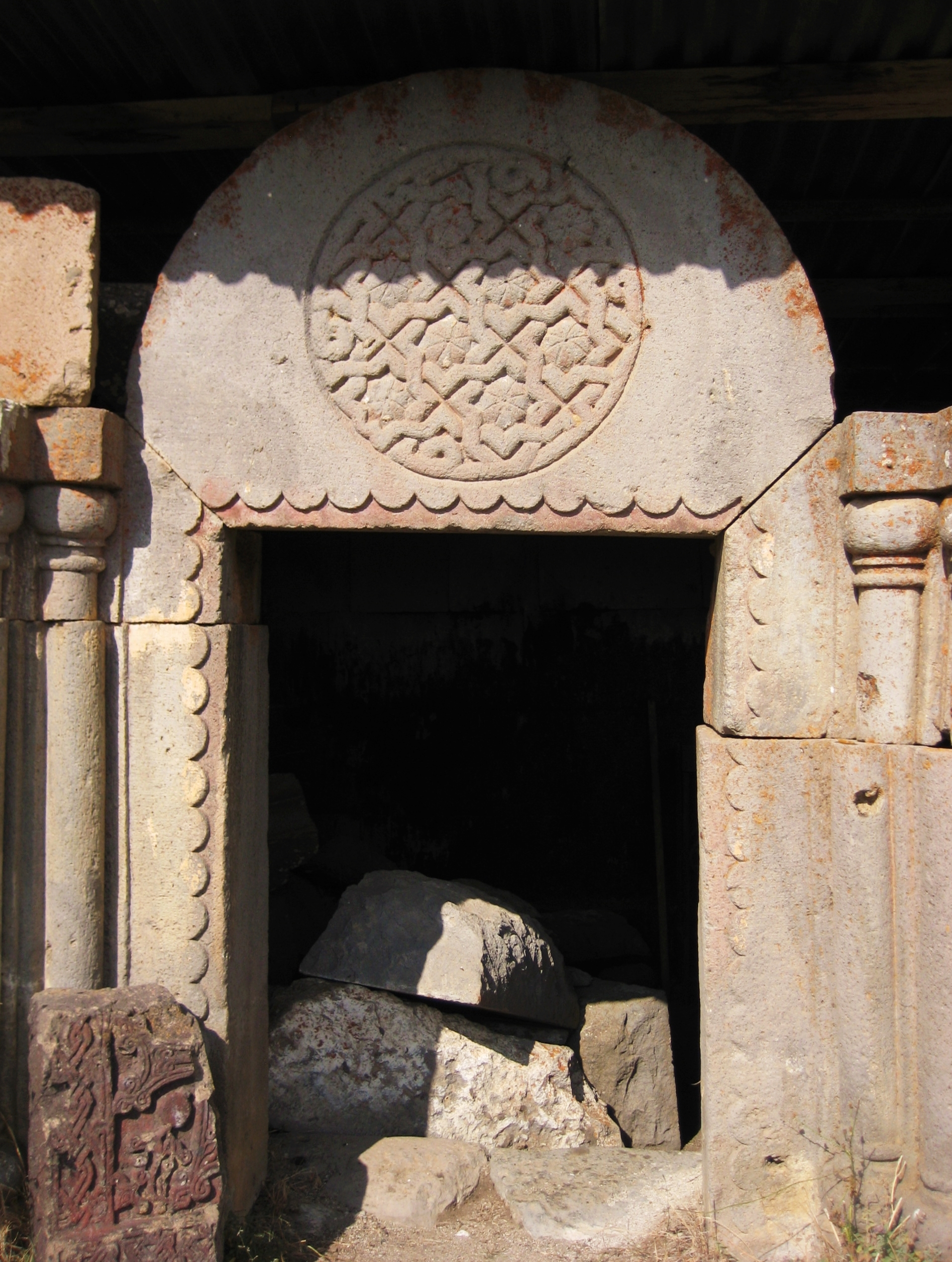
Вход в часовню
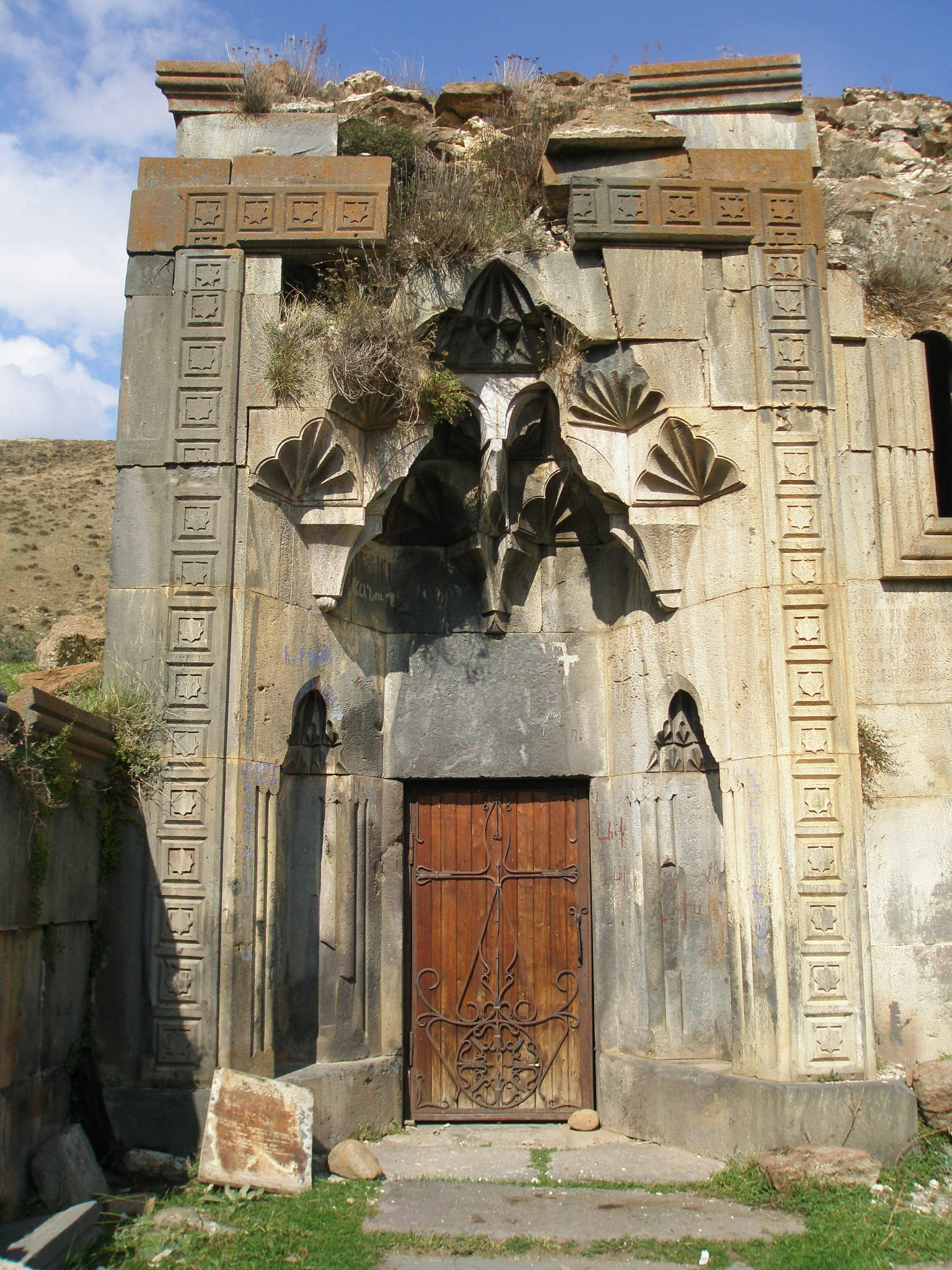
Южный вход в притвор